# باشگاه فوتبال نیو برادول سنت پیتر
باشگاه فوتبال نیو برادول سنت پیتر (به انگلیسی: New Bradwell St Peter Football Club) یک باشگاه فوتبال در شهر نیو برادول، کشور انگلستان است که در سال ۱۸۸۰ میلادی تأسیس شده‌است.